# Mezquita de Majachkalá
La gran mezquita de Majachkalá (en ruso, Джума мечеть Махачкалы) es el principal templo islámico de la República de Daguestán. También es llamada mezquita de Juma, que significa «de los viernes», debido a que en sus inmediaciones se reúnen los religiosos los viernes para una oración colectiva. Su construcción fue financiada por una familia adinerada de Turquía: está inspirada arquitectónicamente en la mezquita Azul de Estambul. El edificio, inaugurado en 1998, puede acomodar entre 15 000 y 17 000 fieles.

## Historia
La construcción de la mezquita comenzó en 1996, y en ese entonces tenía una capacidad para 8000 feligreses. Los viernes se reunía tal cantidad de personas para la oración que no cabían ni en el edificio ni en la plaza adyacente. Ante tal demanda, en 2005 comenzó la reconstrucción del templo; en 2007 se celebró un teletón en Majachkalá, gracias al cual se recaudaron 25 millones de rublos para ampliar los edificios y mejorar sus alrededores. Desde entonces, puede acomodar hasta 17 000 fieles.

## Características

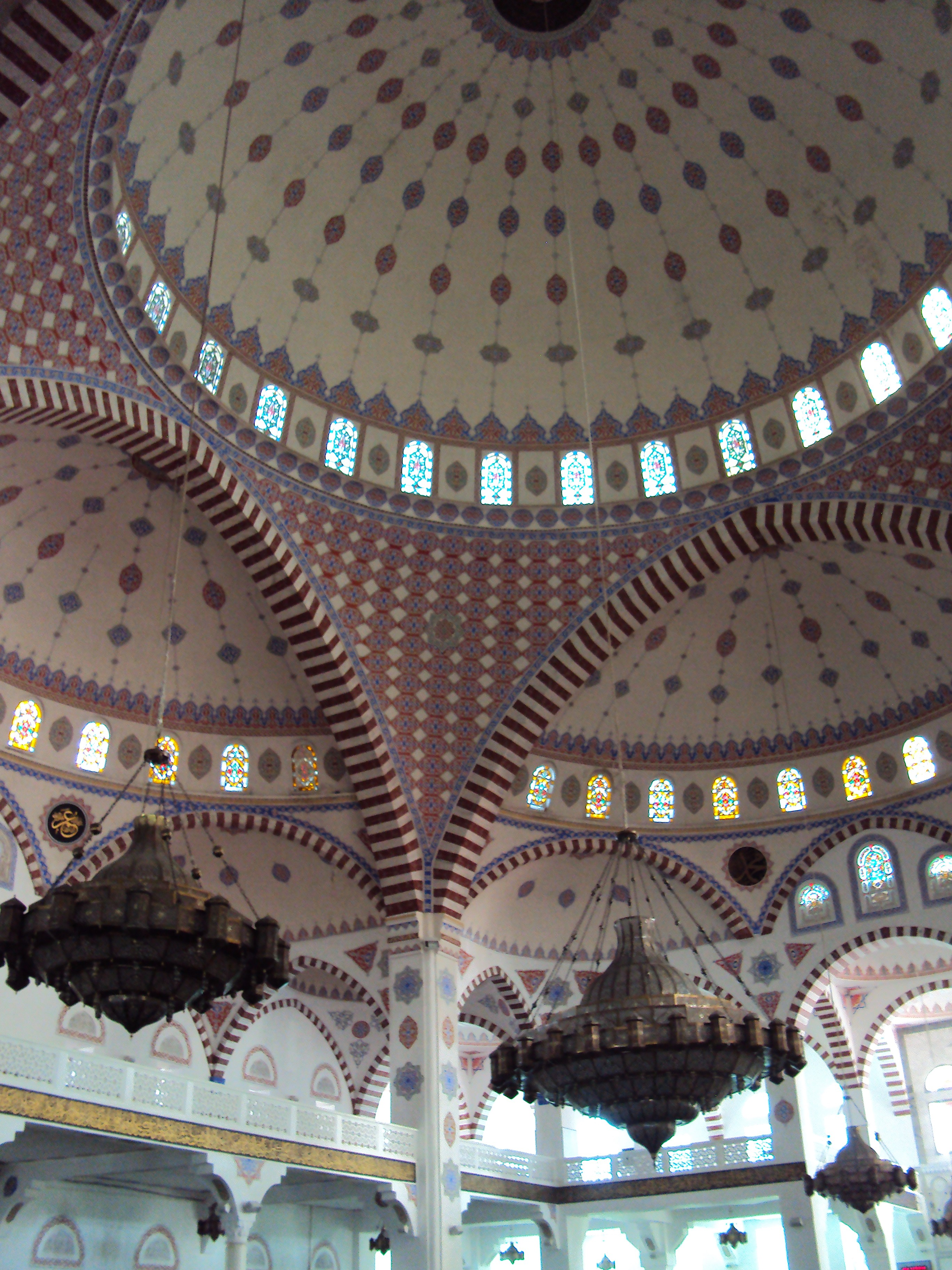
Cúpulas desde el interior de le mezquita.

Aunque hecha a semejanza de la mezquita Azul, con el mismo tipo de cúpula central rodeada por cuatro semicúpulas, a diferencia de esta es de color albino, ya que durante su construcción solo se emplearon azulejos blancos. Es de estilo turco clásico, del mismo modo que la mezquita Akhmad Kadyrov en Grozni (Chechenia), y cuenta con dos minaretes. En su interior, los hombres se reúnen en el primer piso y rezan sobre una alfombra verde delimitada por líneas horizontales, mientras que las mujeres se dirigen a la segunda planta y oran en una alfombra roja. Las paredes, arcos, columnas y bóvedas del complejo están decoradas por patrones florales, abstractos y geométricos y citas breves del Corán. El templo alberga una estantería con libros sagrados en árabe y ruso.